# Castell d'Empordà (fortificació)
|  | Aquest article tracta sobre el castell medieval del segle xiii. Si cerqueu l'entitat de població del mateix nom, vegeu «Castell d'Empordà». |

El castell d'Empordà, situat a l'entitat de població homònima, és un gran casal amb antiga torre mestra quadrada i la resta feta els segles XVII i xviii. Té, però, elements gòtics aprofitats. És un edifici de grans dimensions, que consta de dos cossos en angle recte, i conserva pocs elements de l'obra original, ja que en l'actualitat ofereix en conjunt l'aspecte d'una construcció dels segles xvii-xviii.
Els vestigis més antics es poden localitzar a la façana nord, a la base de la torre mestra, quadrangular, on encara és visible el portal adovellat d'arc de mig punt. Són també remarcables les finestres gòtic tardanes, que corresponen a la restauració efectuada durant el segle xvi.

## Història
La fortalesa va ser erigida a finals del segle XIII. El nucli del Castell d'Empordà, antigament denominat Llaneres, era lloc fronterer del comtat d'Empúries enfront del comtat de Girona, de domini reial, i de la Bisbal, de domini episcopal. El castell va ser bastit com a lloc de defensa del sector meridional del comtat a la fi dels segles xiii pel comte Ponç V d'Empúries i donat en feu a Guillem de Vilagut l'any 1301. Des dels primers anys del segle xv fins a la fi del segle xviii els senyors del castell foren els Margarit.
Actualment és de propietat privada i hi ha un hotel. S'hi exhibeix una col·lecció de soldadets de plom. En Salvador Dalí va estar a punt de comprar-lo, abans d'adquirir el de Púbol.